# Kieler Volksbank
Die Kieler Volksbank eG ist eine Genossenschaftsbank mit dem Geschäftsgebiet in der Landeshauptstadt Kiel und rund um die Kieler Förde. Als eingetragene Genossenschaft gehört die Kieler Volksbank dem Genossenschaftsverband und dem Bundesverband der Deutschen Volksbanken und Raiffeisenbanken an.

## Geschichte
Gegründet wurde die Bank am 10. Dezember 1897 von rund 50 Handwerksmeistern als Genossenschaftskasse Handwerkerbank eGmbH zu Kiel. Der Name wurde 1918 geändert in Handels- und Gewerbebank eGmbH und 1940 in Kieler Volksbank eGmbH.
Durch mehrere Fusionen erweiterte sich ständig das Geschäftsgebiet. Am 1. Januar 1974 erfolgte die Fusion mit der Elmschenhagener Volksbank, fünf Jahre später am 1. Januar 1979 die Fusion mit der Volksbank Kiel-Ost und 1997 die Fusion mit der Raiffeisenbank eG Flintbek.

## Tochterunternehmen
Die Kieler Volksbank Immobilien GmbH ist eine 100%ige Tochter der Kieler Volksbank. Ihr Geschäftsgegenstand ist der Verkauf und die Vermittlung von Immobilien.